# 9 marzo
Il 9 marzo è il 68º giorno del calendario gregoriano (il 69º negli anni bisestili). Mancano 297 giorni alla fine dell'anno.

## Eventi
- 1161 – Il conte Tancredi di Lecce e il principe Simone di Taranto espugnano il Palazzo Reale di Palermo, imprigionando il re di Sicilia Guglielmo I di Sicilia e la sua famiglia.
- 1500 – L'esploratore portoghese Pedro Álvares Cabral parte con 13 navi alla volta delle Indie: lungo il viaggio scoprirà il Brasile[1]
- 1562 – A Napoli sono banditi i baci in pubblico e per i contravventori è prevista la pena di morte[2]
- 1589 – Viene firmato il trattato di Bytom e Będzin che pone definitivamente fine alla prima guerra di successione polacca.
- 1796 – Napoleone Bonaparte sposa Giuseppina di Beauharnais; due giorni dopo parte per la sua Campagna d'Italia
- 1814 – Impero austriaco, Regno Unito, Impero russo e Regno di Prussia stringono il Trattato di Chaumont, impegnandosi a combattere fino alla totale disfatta di Napoleone, stabilendo una ventennale coalizione antifrancese
- 1841 – La Corte suprema degli Stati Uniti d'America sentenzia nel Caso Amistad, liberando gli africani che presero il controllo della nave dove erano stati ridotti in schiavitù illegalmente[3]
- 1842 – Trionfo al Teatro alla Scala di Milano per la prima del Nabucco di Giuseppe Verdi
- 1916 – Pancho Villa guida 500 messicani contro la città di Columbus, nel Nuovo Messico, mietendo 17 vittime
- 1931 – Ernst Ruska, Premio Nobel per la fisica nel 1986, sperimenta il primo microscopio elettronico[4]
- 1945 – Seconda guerra mondiale, bombardamento di Tokyo: i B-29 statunitensi attaccano Tokyo con delle bombe incendiarie[3]
- 1953 - A Mosca si svolgono i funerali di Stalin
- 1955 – Presentata per la prima volta al pubblico, a Ginevra, quella che diventerà una delle icone del boom economico italiano del dopoguerra, la Fiat 600
- 1959 – Debutta la bambola Barbie
- 1960 – Dopo oltre 300 concerti, il gruppo musicale britannico The Quarrymen cambia nome in The Beatles[5]
- 1964 – La prima Ford Mustang esce dalla catena di montaggio della Ford[3]
- 1967 – Svetlana Alliluyeva, figlia di Iosif Stalin, chiede asilo politico agli Stati Uniti d'America[3]
- 1975 – Inizia la costruzione dell'Oleodotto dell'Alaska[3]
- 1976 – In Val di Fiemme, in località Maso Teta, una cabina della funivia del Cermis precipita a causa della rottura della fune portante; moriranno 42 delle 43 persone a bordo (vedi anche 3 febbraio 1998)
- 1977 – Un gruppo di musulmani hanafiti assalta tre edifici a Washington DC[3]
- 1979
  - La mafia assassina Michele Reina, segretario provinciale di Palermo della Democrazia Cristiana
  - A Torino cinque esponenti del gruppo terroristico di estrema sinistra Prima Linea tendono un agguato ad alcuni agenti di polizia per vendicare l'uccisione di due militanti avvenuta il 28 febbraio. Nello scontro resta ucciso Emanuele Iurilli, uno studente di 18 anni, trovatosi occasionalmente sul luogo dello scontro e raggiunto da pallottole vaganti
- 1986 – Sommozzatori della marina militare statunitense ritrovano il compartimento dell'equipaggio dello Space Shuttle Challenger, fondamentalmente intatto ma pesantemente danneggiato; i corpi di tutti e sette gli astronauti sono ancora al suo interno[6]
- 1987 - Il gruppo musicale irlandese U2 pubblica il proprio quinto album The Joshua Tree, che diventerà il loro massimo successo di pubblico e critica
- 1989 – Bancarotta della Eastern Air Lines[3]
- 1991 – Massicce dimostrazioni popolari contro Slobodan Milošević a Belgrado: due persone rimangono uccise e i carri armati controllano le strade[7]
- 2002 – Courmayeur–Italia/Chamonix–Francia: dopo tre anni di lunghi lavori riapre il Traforo del Monte Bianco, rimasto chiuso dal 24 marzo 1999 a causa del grave incendio che causò quasi 40 vittime
- 2008 – Viene lanciato da Kourou nella Guyana francese il primo veicolo automatizzato di rifornimento/trasferimento (Automated Transfer Vehicle) dell'ESA verso la Stazione Spaziale Internazionale denominato ATV-001 Jules Verne
- 2011 – Lo Space Shuttle Discovery effettua il suo ultimo atterraggio dopo aver compiuto 39 voli
- 2016 – AlphaGo contro Lee Se-dol: AlphaGo è il primo software per giocare a go in grado di vincere contro un campione umano (il coreano Lee Se-dol), senza handicap e su un tavoliere di dimensioni standard
- 2018 – Dopo 66 anni di pubblicazione ininterrotta, esce l'ultima copia cartacea del settimanale musicale britannico NME, successivamente convertitosi come magazine online
- 2020 – Per via dell'aumento costante dei casi del virus Sars-Cov2, causa della pandemia di COVID-19, il governo italiano applica misure restrittive all'intero paese nel tentativo di arginare i contagi

## Nati
Ci sono circa 1 200 voci su persone nate il 9 marzo; vedi la pagina Nati il 9 marzo per un elenco descrittivo o la categoria Nati il 9 marzo per un indice alfabetico.

## Morti
Ci sono circa 540 voci su persone morte il 9 marzo; vedi la pagina Morti il 9 marzo per un elenco descrittivo o la categoria Morti il 9 marzo per un indice alfabetico.

## Feste e ricorrenze

### Religiose
Cristianesimo:
- San Domenico Savio, adolescente
- Santa Francesca Romana, religiosa
- San Bruno di Querfurt, vescovo camaldolese, martire (Chiesa cattolica e Chiesa luterana)
- Santa Caterina da Bologna, clarissa, vergine e mistica
- San Paciano di Barcellona, vescovo
- Santi Pietro Ch'oe Hyong e Giovanni Battista Chon Chang-un, martiri
- Santi Quaranta martiri di Sebaste (Chiesa ortodossa, Chiesa maronita e Chiese greco-cattoliche di rito bizantino)
- San Vitale di Castronovo, asceta
- Beato Antonio Zogaj, sacerdote e martire

Religione romana antica e moderna:
- Dies religiosus[senza fonte]
- Ancilia moventur